# Henry William Paget, I marchese di Anglesey
Henry William Paget, I marchese di Anglesey (Londra, 17 maggio 1768 – Londra, 29 aprile 1854), è stato un militare e politico britannico.
Dopo aver prestato servizio come membro del parlamento per la circoscrizione di Carnarvon e poi per quella di Milborne Port, prese parte alla Campagna delle Fiandre e quindi comandò la cavalleria nell'armata di sir John Moore in Spagna durante la Guerra peninsulare; la sua cavalleria mostrò una condotta esemplare ed una superiorità notevole rispetto alla sua controparte francese nella battaglia di Sahagún, quando i suoi uomini catturarono due tenenti colonnelli nemici e massacrarono i corazzieri francesi. Egli comandò inoltre la cavalleria nella battaglia di Benavente, dove sconfisse i corazzieri francesi. Durante i Cento Giorni guidò la cavalleria pesante contro la colonna del conte di Erlon nella Battaglia di Waterloo. Alla fine della battaglia perse parte di una gamba per colpa di una cannonata e pertanto questa gli venne amputata. Fu per due volte Master-General of the Ordnance e due volte Lord Luogotenente d'Irlanda.

## Biografia

### I primi anni
Nato a Londra come Henry Bayly (suo padre assunse il cognome Paget nel 1770), Henry William era il figlio primogenito di Henry Paget, I conte di Uxbridge e di sua moglie Jane, figlia del reverendo Arthur Champagné, decano di Clonmacnoise, in Irlanda. Suoi fratelli minori furono il capitano William Paget, il diplomatico Arthur Paget, il generale Edward Paget, il viceammiraglio Charles Paget e Berkeley Paget. Egli venne educato alla Westminster School per poi passare al Christ Church di Oxford.

### Membro del parlamento
Paget entrò nel parlamento inglese nel 1790 eletto come membro per la costituente di Carnarvon, incarico che mantenne sino al 1796 quando suo fratello Edward venne eletto al suo posto. Egli quindi rappresentò Milborne Port dal 1796 sino al 1804 (anno in cui venne nominato Steward of the Chiltern Hundreds) e nuovamente dal 1806 sino al gennaio del 1810.

### La carriera militare
Allo scoppio delle guerre rivoluzionarie francesi, Paget aderì al reggimento dei volontari dello Staffordshire e gli venne concesso temporaneamente il rango di luogotenente-colonnello nel 1793. Entrato negli 80th Foot, il corpo prese parte alla campagna nelle Fiandre nel 1794 proprio al comando di Paget. Nel 1795 venne promosso luogotenente-colonnello effettivo del 16th Light Dragoons; in quello stesso anno, egli sposò la figlia di George Villiers, IV conte di Jersey. Nel 1796 venne nominato colonnello, e dal 1801 venne affiliato al 7th Light Dragoons. Nel 1802 venne promosso maggiore-generale, e sei anni più tardi divenne luogotenente-generale. Egli comandò la cavalleria nell'armata di sir John Moore durante la Battaglia di La Coruña del 1809, dove le sue truppe si dimostrarono essenziali nelle operazioni di ritirata. La cavalleria britannica si dimostrò altamente superiore rispetto alla controparte francese nella Battaglia di Sahagún.
Questo fu l'ultimo conflitto della Guerra d'indipendenza spagnola, dal momento che la sua storia d'amore con lady Charlotte, moglie di Henry Wellesley, gli rese impossibile continuare a prestare servizio sotto il Duca di Wellington, fratello di Wellesley. Il suo unico servizio di guerra dal 1809 al 1815 fu la disastrosa Spedizione di Walcheren del 1809, nella quale ottenne il comando di una divisione. Nel 1810 egli divorziò dalla prima moglie e si sposò con lady Charlotte Wellesley, la quale a sua volta divorziò dal marito.

### Waterloo

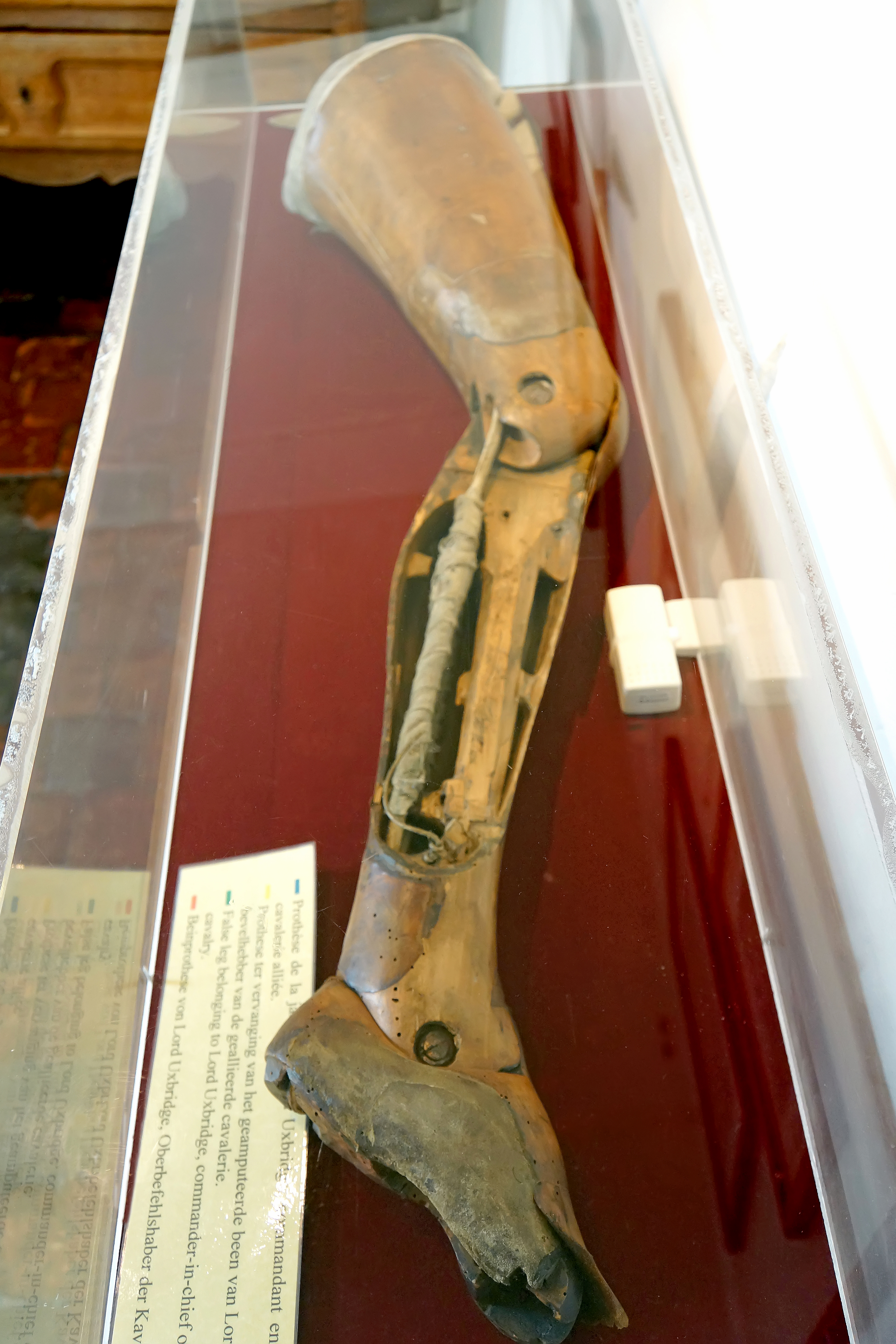
La gamba di legno che Paget si fece realizzare dopo aver perso la propria a Waterloo

Nel 1815, Paget venne nominato comandante di cavalleria in Belgio, sotto il continuo occhio del duca di Wellington. La sera della Battaglia di Waterloo, Paget ottenne il favore di Wellington il quale gli accordò il comando dell'intera cavalleria alleata e dell'artiglieria a cavallo inglese. Egli coprì dunque la ritirata degli alleati da Quatre Bras verso Waterloo il 17 giugno ed il 18 giugno guidò una spettacolare carica di cavalleria nel bel mezzo della famosa battaglia contro il corpo d'armata del generale D'Erlon riuscendo a compiere l'impresa.
Una delle ultime cannonate sparate in quel giorno colpì Paget ad una gamba e si rese necessaria la sua amputazione. Secondo l'aneddotica, egli si trovava vicino a Wellington quando la sua gamba venne colpita, esclamando "Per Dio, sir, ho perso la mia gamba!" — e Wellington replicò "Per Dio, sir, l'avete persa davvero!", con un gusto freddamente inglese. Secondo il suo aiutante di campo, Thomas Wildman, durante l'operazione per l'amputazione Paget appariva sorridente e disse, "Ho fatto una bella corsa. L'ho usata per 47 anni e non sarebbe giusto ora che la tagliassero a uno più giovane."
Gli venne applicata una gamba di legno articolata realizzata per lui dal londinese James Potts, che egli utilizzò per il resto della sua vita e che gli venne rimossa quando fu sepolto. Ancora oggi è conservata al museo di Waterloo e costituisce una delle attrazioni del luogo.

### Gli onori

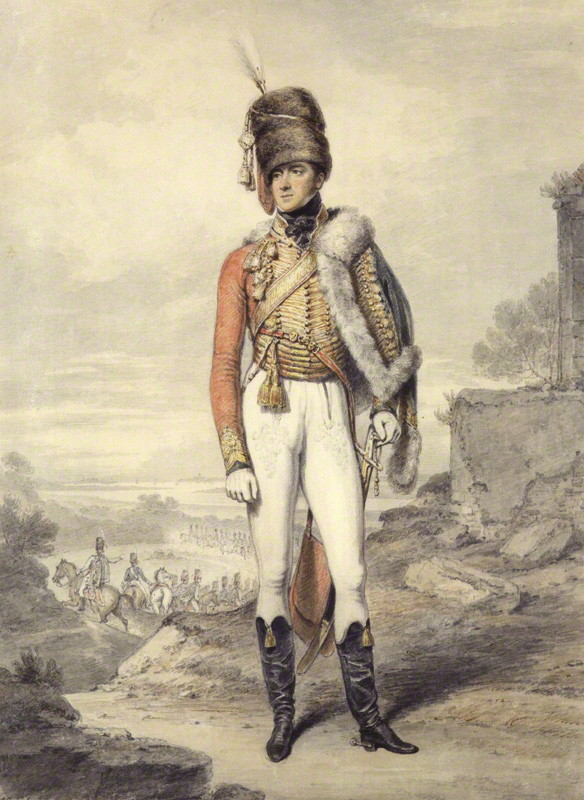
Il marchese di Anglesey in un'incisione d'epoca di Henry Edridge.

Paget venne nominato cavaliere di gran croce dell'Ordine del Bagno nel gennaio del 1815 e dal 4 luglio 1815, ad appena due settimane da Waterloo, il principe reggente Giorgio lo creò Marchese di Anglesey. Egli divenne anche cavaliere dell'Ordine di San Giorgio di Russia e dell'Ordine Militare di Maria Teresa d'Austria in quello stesso anno. Nel 1816 egli venne nominato cavaliere di gran croce dell'Ordine Reale Guelfico e nel 1818 entrò a far parte dell'Ordine della Giarrettiera. Per il suo eroismo nel villaggio di Llanfairpwllgwyngyll in Galles, non lontano da Anglesey gli venne eretto un grande monumento di 27 metri di altezza disegnato dall'architetto Thomas Harrison ed un altro venne eretto a Waterloo.

### Gli ultimi anni
Nel 1819 Anglesey venne nominato Generale, ed all'incoronazione di Giorgio IV funse da Lord High Steward d'Inghilterra. Il suo supporto nel procedere contro la regina Carolina lo rese impopolare alla sua epoca, a tal punto che in un'occasione, circondato dalla folla, si sentì gridare "La Regina!" ed egli aggiunse "Che tutte le vostre mogli possano essere come lei" (riferendosi allo scandalo che la regina aveva portato a corte con relazioni extraconiugali). Nell'aprile del 1827 egli divenne membro del governo di George Canning, ottenendo l'incarico di Master-General of the Ordnance e divenendo membro del consiglio privato del re. Sotto l'amministrazione di Wellington, egli accettò l'incarico di Lord Luogotenente d'Irlanda (marzo 1828).
Nel dicembre del 1828, inviò una lettera al primate cattolico d'Irlanda proponendogli il suo appoggio nella necessità dell'emancipazione dei cattolici irlandesi, il che gli valse un richiamo ufficiale dal governo; dalla formazione del governo Grey nel novembre del 1830, quando ancora ricopriva l'incarico di Lord Luogotenente d'Irlanda. Nel luglio del 1833, il governo si espresse negativamente sulla questione irlandese ed egli si dimise per i successivi 13 anni. Decise di tornare in politica nel luglio del 1846 quando accettò la nomina a Master General of the Ordnance nel governo di John Russel, ritirandosi a vita privata dal marzo del 1852 col rango di Feldmaresciallo e colonnello delle Royal Horse Guards. Egli ottenne anche l'incarico onorifico di Lord Luogotenente di Anglesey dal 1812 al 1854 e Lord Luogotenente dello Staffordshire dal 1849 al 1854.
Lady Anglesey morì l'8 luglio 1853 all'età di 71 anni.

## Matrimonio e figli

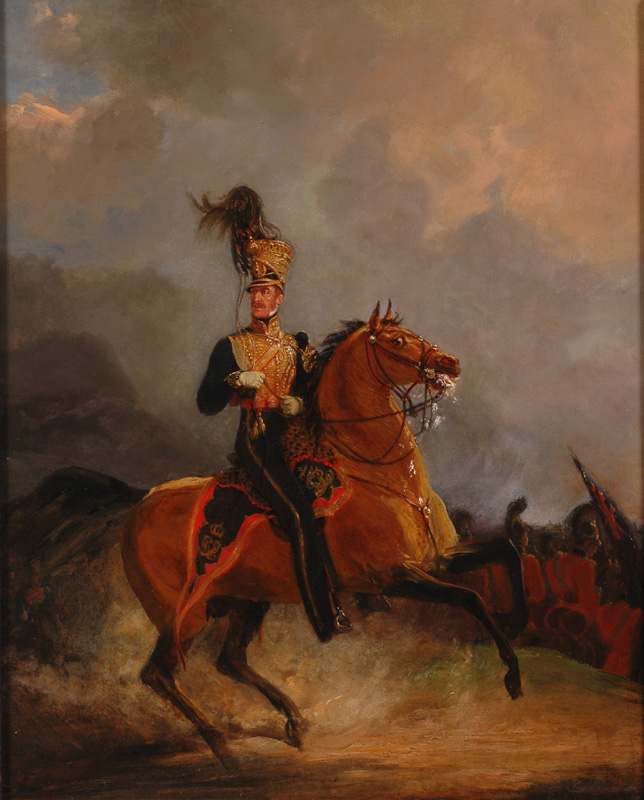
Lord Anglesey a Waterloo, dipinto di Jan Willem Pieneman.

Sposò, il 5 luglio 1795 a Londra, Lady Caroline Elizabeth Villiers (16 dicembre 1774-16 giugno 1835), figlia di George Villiers, IV conte di Jersey e di Frances Twysden. La coppia ebbe otto figli:
- Lady Caroline Paget (6 giugno 1796-12 marzo 1874), sposò Charles Gordon-Lennox, V duca di Richmond, ebbero otto figli;
- Henry Paget, II marchese di Anglesey (6 luglio 1797-7 febbraio 1869);
- Lady Jane Paget (13 ottobre 1798-28 gennaio 1876), sposò Francis Conyngham, II marchese di Conyngham, ebbero sei figli;
- Lady Georgina Paget (29 agosto 1800-9 novembre 1875), sposò Edward Crofton, II barone Crofton, ebbero cinque figli;
- Lady Augusta Paget (26 gennaio 1802-6 giugno 1872), sposò Arthur Chichester, I barone Templemore, ebbero sette figli;
- Lord William Paget (1º marzo 1803-17 maggio 1873), sposò Frances di Rottenburg, ebbero tre figli;
- Lady Agnes Paget (11 febbraio 1804-9 ottobre 1845), sposò George Byng, II conte di Strafford, ebbero sei figli;
- Lord Arthur Paget (31 gennaio 1805-28 dicembre 1825).

Lord Anglesey e lady Caroline divorziarono il 29 novembre 1810. In quello stesso anno egli sposò in seconde nozze lady Charlotte Cadogan (n. 12 luglio 1781), già moglie di lord Henry Wellesley e figlia di Charles Sloane Cadogan, I conte Cadogan e di Mary Churchill. La coppia ebbe insieme dieci figli, di cui sei sopravvissero all'infanzia:
- Emily Paget (4 marzo 1810 - 6 marzo 1893). Sposò John Townshend, I conte Sydney.
- Clarence Paget (17 giugno 1811 - 22 marzo 1895). Sposò Martha Stuart, figlia minore dell'ammiraglio Robert Waller Otway.
- Mary Paget (16 giugno 1812 - 20 febbraio 1859). Sposò John Montagu, VII conte di Sandwich.
- Alfred Paget (29 giugno 1816 - 24 agosto 1888).
- George Paget (16 marzo 1818 - 30 giugno 1880).
- Adelaide Paget (gennaio 1820 - 21 agosto 1890). Sposò Frederick William Cadogan, figlio di George Cadogan, III conte Cadogan.
- Albert Paget (dicembre 1821 - aprile 1822)
- Albert Paget (29 maggio 1823 - morto infante)
- Eleanor Paget (21 maggio 1825 - morto infante)